# Marie Jeanne Clemens
Marie Jeanne Clemens, född Crévoisier 16 november 1755 i Paris, död 20 mars 1791 i Berlin, var en fransk-dansk konstnär (kopparstickare och pastellmålare). Agré vid den danska konstakademin (1782). 
Dotter till urmakaren Claude Joseph Crévoisier och Marie Thérèse Blot. Elev till den danske konstnären Johann Friderich Clemens 1773–1777, med vilken hon 1781 gifte sig och följde till Danmark, där maken sedan 1779 var hovkonstnär. Hon blev snabbt en del av stadens konstkretsar och invaldes som en av de första kvinnorna i konstakademien. Hon var nära vän till hovmarskalk Johan Bülow och deras korrespondens är bevarad. 
Hon arbetade med maken i att göra kopparstick av Jens Juels och Nicolai Abildgaards verk. Bland hennes verk finns porträtt av Jens Juel (1777), Johan Herman Wessel (1785), Frederik Schwarz (1785), En lille Pige med en Blomsterkurv (1785), Pasiphae med Minotaurus, självporträtt (1777), Christopher Ørsted (1785), Johanne Rosing (1785). 
År 1788 flyttade hon med maken till Berlin, där hon 1791 avled i tuberkulos.